# NGC 3000
NGC 3000 је двојна звезда у сазвежђу Велики медвед која се налази на NGC листи објеката дубоког неба.
Деклинација објекта је + 44° 7' 54" а ректасцензија 9h 48m 51,2s. Привидна величина (магнитуда) објекта NGC 3000 износи 9,9.